# (秘)女子大生 妊娠中絶
『(秘)女子大生 妊娠中絶』（まるひじょしだいせいにんしんちゅうぜつ）は、1969年の日本映画。賀川雪絵・梅宮辰夫主演、橘ますみ・賀川雪絵W主演、小西通雄監督。東映東京撮影所製作、東映配給。R18+。
セックス自由化の波が日本に押し寄せてから既に数年。快楽を求めフリー・セックスを実践する女子大生の性生活を描く風俗映画。

## キャスト
- みさ子：賀川雪絵
- 茂太郎：加藤嘉
- 修：山本豊三
- たま江：橘ますみ
- 好文：鶴見丈二
- 和子：安城由貴子
- はな：浦辺粂子
- 軍平：中村是好
- 荘吉：玉川良一
- 安久里：根岸明美
- ヨキ子：小磯マリ
- 阿以子：曽我町子
- 純：久里みのる
- 禎治：藤村有弘
- いね：白木マリ
- 麻理子：木山佳
- 美樹：小林千枝
- 西原：河合絃司
- 研三：沢彰謙
- 男事務員：大泉滉
- 刊事A：相馬剛三
- 刊事B：久保一
- 学生風の男A：小林稔侍
- 学生風の男B：須賀良
- 学生風の男C：中島義信
- 学生風の男D：旭洋一郎
- 喬：梅宮辰夫

## スタッフ
- 監督：小西通雄
- 脚本：北沢三六・佐伯嘉則
- 企画：園田実彦・安斎昭夫
- 撮影：山沢義一
- 美術：北川弘
- 音楽：伊部晴美
- 録音：内田陽造
- 照明：銀屋謙蔵
- 編集：祖田富美夫

## 製作

### 企画
東映の映画製作のトップ・岡田茂常務兼企画製作本部長が、1968年下半期の"刺激性路線"に続き、1969年に打ち出した"性愛路線"（東映ポルノ）の一本。
岡田が『大奥㊙物語』（1967年7月公開）以降、路線化していた「㊙シリーズ」の、『続大奥㊙物語』『尼寺㊙物語』『㊙トルコ風呂』『謝国権「愛(ラブ)」より ㊙性と生活』に続く第6弾にあたる。
石井輝男監督の『異常性愛記録 ハレンチ』や『徳川いれずみ師 責め地獄』などが石井輝男"異常性愛路線"として知名度が高いが、岡田本部長が1968年暮れに1969年"性愛路線"東映ラインナップとして発表したのは、『異常・残酷・虐待物語・元禄女系図』（『残酷・異常・虐待物語 元禄女系図』）『異常性愛記録 ハレンチ』と本作『㊙女子大生・妊娠・中絶』（『㊙女子大生 妊娠中絶』）に、この他、『㊙トルコ風呂・指先の魔術師』『婦人科秘聞・下半身相談』『元禄いれずみ師・責め絵』（『徳川いれずみ師 責め地獄』）『温泉ポン引女中』『不良あねご伝』『やざぐれのお万』（『やさぐれ姐御伝 総括リンチ』か）など、石井監督以外の作品も含まれており、1969年の東映エロ映画は石井監督作品以外も"性愛路線"に含まれていた。本作も"性愛路線"の一本で、当時の映画誌に荒井美三雄監督の『温泉ポン引女中』を"性愛路線第七作"と紹介した記述が見られることから、本作は"性愛路線第三作"と見られる。
当時の東映は、岡田本部長が指揮する"任侠路線"と"性愛路線"で稼ぎまくり、映画大手五社で唯一の黒字を出し、東映ファンからも支持を受けていたが、世間からも東映内部の組合からも問題視された。“任侠路線”と“性愛路線”の提唱者である岡田は、「どんなに悪者扱いされようと大衆が喜ぶものをつくるだけ。笑わせる、泣かせる、手に汗を握らせる映画をつくりたい。ヤクザとエロは続ける」と開き直っていた。

### タイトル
当初のタイトルは『女子高生の性生活』だったが、『㊙女子大生 妊娠中絶』に変更になった。女子高生が女子大生になったのは、東映が考えるエロ映画では女子高生では作りにくいという事情があったとされる。
東映ポルノのタイトル命名は全て岡田茂。今日ではあり得ない本作のタイトルも、岡田命名タイトルの中で最もえげつないものの一つとされ、「これが本当に映画人のセンスなのか？」と呆れられた。メジャー映画会社で映画のタイトルに"妊娠"を使用したのはピンク映画や大映の方が早いが、"妊娠中絶"をタイトルに使用したのは後にも先にも本作一本のみである。
この年は正月明けから『残酷・異常・虐待物語 元禄女系図』『にっぽん'69 セックス猟奇地帯』『謝国権「愛」より ㊙性と生活』『異常性愛記録 ハレンチ』『妾二十一人 ど助平一代』『㊙女子大生 妊娠中絶』と、メジャー映画会社とは思えない振り切ったエログロ満載の文字づらを並べて売りまくり、当時の東映のピンク映画（東映ポルノ）は、ピンクプロダクション製作のピンク映画顔負けどころか、遥かに凌駕するドギつさといわれた。女優たちも、この後どんな凄い題名が続出するかビクビクしていたといわれる。芸能記者の間では「東映の女優たちには、あなたいま何に出演してる？と聞かないのが思いやり」というのが合言葉。本作に出演する賀川雪江や橘ますみもタイトルを聞かれたら「女子大生よ」と省略して言った。当時はこのようなえげつない絵面のポスターが大量に街に貼り出された。東映の社員やスタッフは誰も抗議をしないのかと言われていたため、数ヵ月後に石井輝男排斥運動が起きた際には「当たり前だろ」と胸を撫でおろしたマスメディアもあった。

### キャスティング
梅宮辰夫は封切時のポスターに友情出演と書かれているが、映画のポスターにも大きく顔写真が載り、ポスターの惹句にも"女同士じゃつまんないぜ…！プレイボーイ梅宮がレズビアンの白い肌に火をつける"と、梅宮主演の風俗もののような宣伝がなされた。
1969年1月25日に発表された1969年3月～5月上旬までの番組発表等では、本作の出演者に大原麗子の名前がある。麻理子役で出演する木山佳は、製作当時の新聞記事では木川佳(よし)と書かれており、石井監督の映画に続けて出演し、ハダカ、異常も平気と度胸の良さから、本作で主演に抜擢の声が上がっていた。

### 撮影
レズシーンを演じた橘ますみと賀川雪絵は、実生活でも仲が良く、いつも一緒に行動し、京都でドライブ中事故を起こし、2人仲良くムチ打ち症になった。これを受けて2人のレズシーンの実演が発案された。
本作の見せ場である橘と賀川の全裸レズシーンの撮影が、1969年2月25日に東映大泉撮影所で朝から晩まで行われ、報道陣が大勢取材に押しかけた。同性愛の濡れ場をマスメディアに公開した初めてのケースと見られ、当時の新聞記事に「社会的にもレズ、ホモが氾濫しているだけに東映大泉撮影所のセットは、テレビ、雑誌の取材記者でごった返している。プロパンガスのストーブの前には、テレビ雑誌のカメラマンがうようよ。座る場所もない。『レズビアンシーンというのはこんなに反響があるんですね』とこちらは取材記者の対応でクタクタですわ』と早くもグロッキー気味なのは宣伝マン」と書かれた記事が載る。レズビアンの演技指導は当時『レズビアンテクニック』という著書がベストセラーになっていた秋山正美。公開時の映画ポスターにも監督と脚本クレジットの間に「レズビアン指導・秋山正美」と記載された。2人の迫真の名演技には秋山も感心していたという。第二書房の伊藤文學も撮影を見学し、『出版物より映画の方がスゴイ。こちらも少し考えなければ…』と驚き、本には想像の楽しさがあるが映画はズバリ見せる、その相違にたまげていた」と書かれた新聞記事が載る。大手映画会社、あるいは商業映画を含めて、全裸でのハードな同性愛（レズビアン・ゲイ映画）の濡れ場の撮影が行われた初めてのケースの可能性がある。
女子学生が寄宿舎内でレズのボスになったり、トルコ風呂でアルバイトをする描写に東映の労働組合が問題視し、全東映労連組合ニュース1969年2月14日号で「低劣、薄汚い好奇心で凝り固まった映画」と糾弾した。当時の東映のエログロ映画は正規のシナリオとは別に、表紙に題名の書かれていないシナリオを別に作り、ロケ地の交渉や対外折衝には表紙に『初恋』というタイトルを書き、交渉に当たった。またロケ地で見物人に題名を聞かれたらスタッフは「『初恋』です」と答えた。東映のエログロ映画のタイトルは全て『初恋』だった。また現場の助監督は『しぶき』を噴射させるのに一番苦労していたといわれる。この『しぶき』が何なのかは分からない。

### 興行
前年の夏興行でも『太陽の王子 ホルスの大冒険』や『ウルトラセブン』『魔法使いサリー』『ゲゲゲの鬼太郎』のラインアップだった夏休み東映まんがまつり（東映漫画オンパレード）の前後に怪談映画やエロ映画、ヤクザ映画を掛けて、興行方法の見直し議論が起きたが、本作も『長靴をはいた猫』『怪物くん 砂魔人をやっつけろの巻、怪物くんとハニワ怪人の巻』『ひみつのアッコちゃん サーカス団がやってきた』『チャコとケンちゃん』『ひとりぼっち』のラインアップだった春休み東映まんがまつりの直前に上映し、当時の封切館は次回予告も合わせた看板やポスター、横断幕等が掛けられていたため、本作のポスターが子供たちの目に触れた可能性が高い。

## 作品の評価

### 批評家評
岩崎昶は本作を扱った記事で「初めのうちはテレビとの競争の対策としてとられた性と暴力と残酷が、時として逆効果を招いたことに人は長い間気がつかなかった。その上、フランスのヌーベル・バーグ映画の波がはるばると打ち寄せてきて、それは性と政治の連続としてかつ等価のものとして日本の若い人たちをとらえた。日本映画は有史以前の大混乱に陥ってしまった」と分析した。『朝日ジャーナル』は「世界でスウェーデンとデンマークはフリー・セックスの国として定評があるが、この頃は日本映画もポルノグラフィティー映画として有名になって来た。但しセックスを扱った映画でも、多くの北欧ものは表通りの映画館で堂々と上映されているのに、日本のエロものは裏町で薄汚ごれた客を集めていると聞く。ベルイマンの映画と「しぶき」映画では、どだい質が違うのだ。『性の解放』とか『客が喜ぶ映画』とか大きなことをいうそばから、低劣な商業主義が顔を出している」などと東映のエロ映画を批判した。

## 同時上映
- 『旅に出た極道』
  - 主演：若山富三郎
  - 監督：佐藤純彌
- 極道シリーズ第五弾。

## 影響
当時、東宝以外の松竹、日活、大映は、東映のマネをし、自社のヤクザ映画が東映に敵わないのは何故か、観客動員数、興収データなどを調べて、東映以上に東映的になろうと必死の努力を続けた。特に当時負債が100億を越え潰れるのでないかとウワサされた日活は、堀雅彦常務製作担当が1969年の夏から、日活お家芸の"青春路線"を中止させ、題名から内容まで徹底的に東映作品のマネをした映画製作を決定した。『朝日ジャーナル』は「「中身はヤクザとエロの柳の下のどじょうを三匹も四匹を探して、われもわれもとマネをするのが日本映画の経営者のようだ。こんな商品で消えた8億の観客を呼び戻せるわけがない。日本の映画経営者がいま考えていることは、テレビや新しいレジャー形態に、いかに映画が対応してゆくかという方策ではなく、いかにしたら会社を無事に二代目ジュニアたちに譲り渡せるかだと聞く。奈落の底まで転落しなければ、日本映画五社の再生は望めないのかもしれない」などと批判した。